# Else-Lasker-Schüler-Gesellschaft
Die Else-Lasker-Schüler-Gesellschaft (ELSG) bemüht sich um eine zeitgemäße Erinnerungskultur; sie ist eine politisch agierende Literaturgesellschaft, die der Dichterin Else Lasker-Schüler, ihrem literarischen und zeichnerischen Werk verpflichtet ist.
Die Gesellschaft wurde 1990 in Wuppertal von Hajo Jahn gegründet. Erster Vorsitzender war Friedhelm Beiner. Der zweite Vorsitzende und ehrenamtliche Geschäftsführer ist der frühere WDR-Journalist Hajo Jahn. Er ist seit 1997 auch erster Vorsitzender der Gesellschaft.
Der Sitz ist die Herzogstr. 42 in Wuppertal (Nordrhein-Westfalen). In diesem Haus hat Else Lasker-Schüler gelebt, bevor sie nach Berlin zog. Die Aktivitäten der Gesellschaft dienen dem Ziel, ein Zentrum für verfolgte Künste einzurichten. Der Weg dorthin sind die Durchführung von Veranstaltungen wie das Else-Lasker-Schüler-Forum (alle 1 bis 2 Jahre), Ausstellungen, Lesungen, Vorträge, Konzerte, Diskussionen und der Auftritt von Zeitzeugen in Schulen. Einige Foren fanden auch in Breslau, Prag, Zürich, Jerusalem und Tel Aviv statt, Städten, die eng mit der jüngsten deutschen Vergangenheit zu tun hatten.

## Zweck
Die Gesellschaft hat das Ziel, das literarische und künstlerische Werk der 1869 in Elberfeld (heute Stadtteil Wuppertals) geborenen, während der Zeit des Nationalsozialismus verfolgten und 1945 in Israel gestorbenen Schriftstellerin zu pflegen und als wichtigen Beitrag zur deutsch-jüdischen Kultur lebendig zu erhalten. Das Schicksal von Else Lasker-Schüler ist exemplarisch für die Verfolgung von Künstlern und ihren Werken. Die Gesellschaft unterstützt Forschungen zu Else Lasker-Schüler sowie die Herausgabe einer kritischen Gesamtausgabe und versteht sich als „politische“ Literaturvereinigung, deren besonderes Anliegen das „Else-Lasker-Schüler-Zentrum der verfolgten Künste“ als nationale Einrichtung gegen die „Universalität des Vergessens“ ist. Realisiert im Kunstmuseum Solingen mit der Sammlung Gerhard Schneider mit bildender Kunst und der Exil-Literatur-„Sammlung Jürgen Serke“ mit Originalzeichnungen von Else Lasker-Schüler, die 1937 als „entartet“ aus der Berliner Nationalgalerien beschlagnahmt worden waren, und mit Originalbriefen von Thomas Mann an die Deutschen Exilblätter in Santiago de Chile. Im Internet ist das virtuelle Zentrum entstanden mit www.exil-archiv.de und der pädagogischen Plattform www.exil-club.de, das aus Geldmangel „eingefroren“ ist, das heißt, nicht mehr weiter ausgebaut werden kann.

## Else-Lasker-Schüler-Lyrikpreis
1994 wurde erstmals der Else-Lasker-Schüler-Lyrikpreis vergeben, und zwar an Thomas Kling. Barbara Köhler erhielt 1994 den Förderpreis des Else-Lasker-Schüler-Lyrikpreises. Die zweite Preisträgerin war 1996 Friederike Mayröcker. Nach langer Pause, die Gesellschaft hatte keine Sponsoren mehr gefunden, wurde der Lyrikpreis 2016 wieder vergeben: Die Preisträgerin des mit 3000 Euro dotierten Preises war Safiye Can; die Verleihung fand am 11. November 2016 statt. 2018 wurde The Poetry Project Berlin mit dem Preis ausgezeichnet und 2022 Nora Gomringer. 2024 wurde der mit 5000 Euro dotierte Preis Dinçer Güçyeter zuerkannt, und die Dichterin und Übersetzerin Sarah Kiyanrad erhielt den mit 2000 Euro versehenen Förderpreis.

## Mitglieder
Arno Wüstenhöfer gehörte zu den Gründungsmitgliedern. Die Mitgliederzahl beträgt 1200 (Stand Oktober 2020). Prominente Mitglieder waren oder sind die Nobelpreisträgerinnen Elfriede Jelinek und Herta Müller sowie Corinna Harfouch, Hannelore Hoger und Nina Hoger, Sarah Kirsch, Reiner Kunze, Hans Joachim Schädlich, Jürgen Fuchs, Otto Sander, Erich Loest, Angela Winkler, Bundespräsident Johannes Rau, Rita Süssmuth, ferner die (ehemaligen) Bundestagsabgeordneten Siegmund Ehrmann, Peter Hintze, Manfred Zöllmer, Jürgen Hardt und die ehemalige Bundestagsvizepräsidentin und Beauftragte der Bundesregierung für Kultur und Medien Claudia Roth.

## Ehrenmitglieder
Paul Avraham Alsberg, Hans Sahl, Adolf Burger, der in Elberfeld geborene und in Australien lebende George Dreyfus, Ingrid Bachér und Ulla Hahn wurden zu Ehrenmitgliedern ernannt.

## Foren

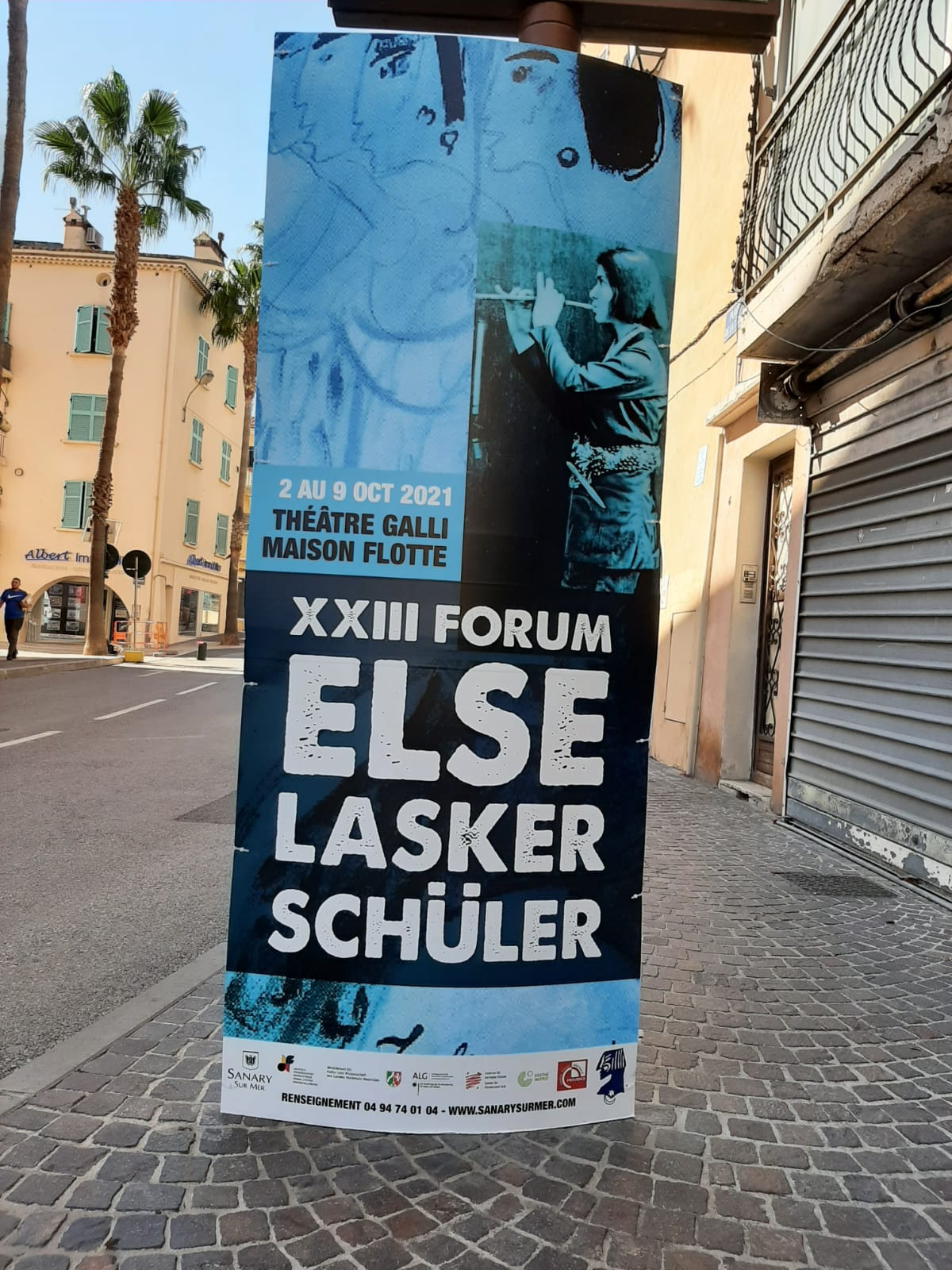
Plakat des XIII. Forums der Else Lasker-Schüler-Gesellschaft in Sanary-sur Mer

Übersicht über die bisherigen Else-Lasker-Schüler-Foren
- 1993 – I.: „Der blaue Jaguar“ (Wuppertal), Dichterforum mit dem tschechoslowakischen Parlamentspräsidenten und Autor Milan Uhde
- 1994 – II.: „Exil ohne Ende“ (Wuppertal/Solingen), zum 60-jährigen Bestehen des P.E.N.-Zentrum deutschsprachiger Autoren im Ausland, dem „Exil-P.E.N.“, London, Schirmherr: Ministerpräsident Johannes Rau
- 1995 – III.: „Das Abendland im Morgenland – das Morgenland im Abendland“ (Wuppertal/Solingen), Schirmherren: Ezer Weizmann, Staatspräsident Israels, und Ignatz Bubis, Vorsitzender Zentralrat der Juden in Deutschland
- 1996 – IV.: „Frauen im Hebräerland“ (Wuppertal/Solingen), Schirmherrin: Annemarie Renger, Bundestagspräsidentin a. D. – in Partnerschaft mit der Arbeitsgemeinschaft „Frauen im Exil“ in der „Gesellschaft für Exilforschung“
- 1997 – V.: „Flucht in die Freiheit: Shanghai“ (Wuppertal/Solingen), Schirmherr: W. Michael Blumenthal, USA-Finanzminister a. D., später Direktor des Jüdischen Museums Berlin
- 1998 – VI.: „Zu Hause im Exil – Dichter, die eigenmächtig blieben in der DDR“ (Wuppertal/Solingen), Schirmherr: Fritz Pleitgen, WDR-Intendant
- 1999 – VII.: „Letzte Enklave der Poesie – Dichtung, Musik und Malerei in Theresienstadt“ (Wuppertal/Solingen), Schirmherr: Václav Havel, Staatspräsident der Republik Tschechien
- 2000 – VIII.: „...dann kreiste zurück die Jahrhundertuhr“ (Wuppertal/Solingen), Schirmherr: Paul Spiegel, Präsident des Zentralrats der Juden in Deutschland
- 2001 – IX.: „Die Reise nach Jerusalem“ (Israel), Schirmherr: Schimon Peres, Außenminister Israels; erstes ELS-Forum im Ausland
- 2002 – X.: „Mein blaues Klavier“ (Wuppertal/Solingen), Schirmherrin: Mary Robinson, UN-Hochkommissarin für Menschenrechte
- 2003 – XI.: „Güte ist unsterblich“ (Breslau/Wrocław/Polen), Schirmherr: Władysław Bartoszewski; 2. Auslandsforum
- 2004 – XII.: „Manchmal habe ich Sehnsucht nach Prag“ (Tschechien), Schirmherr: Hans-Dietrich Genscher, Außenminister der Bundesrepublik Deutschland a. D.; 3. Auslandsforum
- 2006 – XIII.: „Jedes Wort hab ich vergoldet“ (Zürich), Schirmherr: Moritz Leuenberger, Bundespräsident der Schweiz; 4. Auslandsforum
- 2008 – XIV.: „Ich suche allerlanden eine Stadt“ (Wuppertal/Solingen), Schirmherr: Yoram Ben-Zeev, Botschafter Israels in Deutschland
- 2009 – XV.: „Der Strolch vom Kurfürstendamm“ (Berlin), Schirmherr Klaus Wowereit, Regierender Bürgermeister von Berlin
- 2009 – XVI.: „20 Jahre Mauerfall. Im Exil – Orte der Erinnerungen: Heimat und Emigration im Lichte des Mauerfalls“ (Catania/Italien), im „Einvernehmen“ mit Giorgio Napolitano, Staatspräsident Italiens; 5. Auslandsforum
- 2010 – XVII.: „Mein Hebräerland. Die europäischen Wurzeln Israels“ (Tel Aviv/Israel), Schirmherr: Schimon Peres, Staatspräsident Israels; 6. Auslandsforum
- 2012 – XVIII.: „Was tun Sie da in… Wien?“ (Wien/Österreich), Schirmherr: Aviv Shir-On, Botschafter Israels in Österreich; 7. Auslandsforum
- 2013 – VIV.: „Verwehte Töne“ (Solingen/Wuppertal), in Zusammenarbeit mit dem Kunstmuseum Solingen, Schirmherr: Konstantin Wecker
- 2014 – XX.: „Der blaue Reiter ist gefallen“ (Wuppertal/Solingen), Schirmherren: Hannelore Kraft, Ministerpräsidentin des Landes Nordrhein-Westfalen, und Aurélie Filippetti, Kultusministerin Frankreichs
- 2015 – XXI.: „Damit Menschen nicht Flüchtlinge werden“ (Wuppertal), zum 25-jährigen Bestehen der Else-Lasker-Schüler-Gesellschaft, Schirmherrin Jeanine Meerapfel, Präsidentin der Akademie der Künste, Berlin. Partner: Cap Anamur/Deutsche Not-Ärzte
- 2017 – XXII.: „... möchte so gern in die Schweiz zurück, genau wie ein Flugvogel“ (Ascona), Schirmherr: Manuele Bertoli, Staatsrat des Tessin; 8. Auslandsforum
- 2021 – XXIII.: „Wer vergisst, versagt.“ (Sanary-sur-Mer), Schirmherr Armin Laschet, als deutsch-französischer Kulturbeauftragter; 9. Auslandsforum
- 2023 – XXIV.: „Ich will in das Grenzenlose…“ (Wuppertal/Solingen), Schirmherrin: Staatsministerin Claudia Roth, Beauftragte der Bundesregierung für Kultur und Medien

## Weitere Projekte
Ein weiteres internationales Projekt der Else-Lasker-Schüler-Gesellschaft e. V. ist das vom Künstlerduo Astronautenkost (Claudia Gahrke und Andreas Schäfer) 2014 initiierte Projekt Transitraum Else, in dem internationale Künstler Gedichte von Else Lasker-Schüler vorstellen. Unter den bislang 65 beteiligten Künstlern sind Bob Balaban, Iris Berben, Liv Lisa Fries, Elfriede Jelinek, Günter Lamprecht (auch Schirmherr), Sigalit Landau oder Tomi Ungerer. An den bisherigen Live-Stationen wie Stockholm, Zürich, New York, Los Angeles, London und Dublin nahmen Schauspielerinnen und Schauspieler wie Inger Nilsson, Lainie Kazan, die jüdische Grand Dame Hollywoods, oder John Nettles teil. Das Projekt fand in mehreren Goethe-Instituten, daneben aber auch im Cabaret Voltaire und in Lion Feuchtwangers Villa Aurora statt.

## Archiv
Mit dem Exil-Archiv, dem virtuellen Zentrum der verfolgten Künste und Intellektuellen, bewahrt die Gesellschaft die Erinnerung an die ab 1933 verfolgten und vertriebenen Künstler, Journalisten und Wissenschaftler.

## Veröffentlichungen
- Mein Herz – niemandem (= Ein Else-Lasker-Schüler-Almanach. Band 1). Hrsg. Michael Schmid-Ospach. Gemeinsam hrsg. mit der Else-Lasker-Schüler-Gesellschaft und der Stadtbibliothek Wuppertal. Hammer, Wuppertal 1993, ISBN 3-87294-545-9.
- Meine Träume fallen in die Welt. (1995) ELS-Almanach 2, Hrsg. Sarah Kirsch, Jürgen Serke, Hajo Jahn.
- Deine Sehnsucht war die Schlange. (1997) ELS-Almanach 3, Hrsg. Anne Linsel, Peter von Matt.
- Zwischen Theben und Shanghai. (1998), Oberbaum-Verlag aus Anlass des V. ELS-Forums * Flucht in die Freiheit. (1997).
- Fäden möchte ich um mich ziehen. (2000) ELS-Almanach 4, Hrsg. Hajo Jahn, Hans Joachim Schädlich.
- In meinem Turm in den Wolken. (2002) ELS-Almanach 5, Hrsg. Ulla Hahn, Hajo Jahn.
- Momente in Jerusalem/7 Tage in Jerusalem. (2002), Doppelband, Hrsg. Hajo Jahn, Bleicher Verlag, Gerlingen, aus Anlass des IX. Else Lasker-Schüler-Forums 2001 in Israel.
- Zweiseelenstadt. (2004) ELS-Almanach 6, Hrsg. Hajo Jahn.
- Manchmal habe ich Sehnsucht nach Prag. (2005) ELS-Almanach 7, Hrsg. Hajo Jahn.
- Wo soll ich hin? Zuflucht Zürich – Fluchtpunkt Poesie. (2007) ELS-Almanach 8, Hrsg. Hajo Jahn.
- Jeder Vers ein Leopardenbiss. (2011) ELS-Almanach 9, Hrsg. Hajo Jahn.
- Was tun Sie da in… Wien. (2013) ELS-Almanach 10, Hrsg. Hajo Jahn.
- Der blaue Reiter ist gefallen. (2015) ELS-Almanach 11, Hrsg. Hajo Jahn.
- Das Lied der Emigrantin. (2017) ELS-Almanach 12 aus Anlass des XXII. Else Lasker-Schüler-Forums in Ascona, mit der Dokumentation über die Schülerakte Paul Walden. Hrsg. Hajo Jahn.
- Meinwärts – Das Herz der Avantgarde. (2020) 150 Jahre Else Lasker-Schüler, 2019, ELS-Almanach 13, Hrsg. Hajo Jahn.
- Ich suche allerlanden eine Stadt. Sanary-sur-Mer – Paradies wider Willen (= Ein Else-Lasker-Schüler-Almanach. Band 14). Hrsg.: Hajo Jahn. Hammer, Wuppertal [2022], ISBN 978-3-7795-0692-8.
- Ich will in das Grenzenlose. Else Lasker-Schüler-Almanach. [Nr. 15]. Hrsg. von Hajo Jahn und Birte Fritsch. Peter Hammer Verlag, Wuppertal [2024], ISBN 978-3-7795-0753-6 (fliphtml5.com).